# Tem pra todo mundo
Tem pra todo mundo è il quinto album della band brasiliana Viper, pubblicato nel 1996 dalla Castle Communications.

## Tracce
1. Dinheiro – 2:56
2. Crime na cidade – 2:51
3. 8 de abril – 4:09
4. Sábado – 2:59
5. Not Ready to Get Up – 3:44
6. Quinze anos – 3:56
7. Na cara do gol – 2:32
8. The One You Need – 3:37
9. Lucinha Bordon – 2:30
10. Alvo – 3:10
11. Um dia – 3:33
12. Mais do mesmo (cover Legião Urbana) – 2:46
13. Agradecimentos, Zoação – 7:49

## Formazione
- Pit Passarell - voce, basso
- Yves Passarell - chitarra
- Felipe Machado - chitarra
- Renato Graccia - batteria